# Туринка (ґміна)
Ґміна Туринка — колишня (1934–1939 рр.) сільська ґміна Жовківського повіту Львівського воєводства Польської республіки. Центром ґміни було село Туринка.
Ґміну Туринка було утворено 1 серпня 1934 р. у межах адміністративної реформи в ІІ Речі Посполитій із дотогочасних сільських ґмін: Деревня, Кулява, Туринка, В’язова.